# Veronica Calabrese (Ruderin)
Veronica Calabrese (* 1. Januar 1995 in Tradate) ist eine italienische Ruderin.

## Karriere
Erstmals in ihrer Karriere ging Veronica Calabrese 2012 bei den Ruder-Juniorenweltmeisterschaften an den Start. In Plowdiw war sie bei den Junioren-Weltmeisterschaften 2012 gemeinsam mit Stefania Gobbi, Carmela Pappalardo und Valentina Rodini Teil des italienischen Doppelvierers. Sie schafften es sich für das A-Finale zu qualifizieren und belegten dort den sechsten und letzten Platz. Im darauffolgenden Jahr nahm sie im litauischen Trakai als Teil des italienischen Achters an den Ruder-Juniorenweltmeisterschaften 2013 teil. Sie qualifizierten sich über den Hoffnungslauf für das A-Finale und konnten dort hinter den rumänischen und den deutschen Achter die Bronzemedaille gewinnen.
Im Jahr 2014 nahm Veronica Calabrese als Mitglied des italienischen Frauen-Achters an den Ruder-Europameisterschaften 2014 in Belgrad teil. Mit dem Achter verpasste sie das A-Finale und mussten im B-Finale antreten, wo sie den dritten Platz belegten. In der Gesamtwertung beendeten sie auf den neunten und letzten Platz den Wettbewerb. Nach den Europameisterschaften nahm sie erstmals an den U23-Ruder-Weltmeisterschaften teil. Bei der Heim-U23-Weltmeisterschaft in Varese war sie Teil des italienischen Achters, welcher aber bereits im Hoffnungslauf aus dem Wettbewerb ausschied. In Varese debütierte sie im darauffolgenden Jahr zudem im Ruder-Weltcup. Gemeinsam mit Ilaria Broggini nahm sie im Zweier ohne Steuerfrau teil. Als zweites italienisches Team konnten sie nur das C-Finale erreichen und belegten dort den zweiten Platz. In der Endabrechnung belegten sie den 14. und damit vorletzten Platz.
Gemeinsam mit Ilaria Broggini nahm sie im gleichen Jahr auch an den Ruder-U23-Weltmeisterschaften in Plowdiw teil. Sie schafften zusammen nur die Qualifikation für das B-Finale. Dort wurde sie durch Paola Piazzolla ersetzt. Nach dem Broggini und Piazzolla das B-Finale gewannen, beendete der italienische Zweier ohne Steuerfrau den Wettbewerb auf den siebten Platz. Im Jahr 2017 ging sie in der tschechischen Gemeinde Račice u Štětí bei den Ruder-Europameisterschaften 2017 an den Start und bildete den Vierer ohne Steuerfrau gemeinsam mit Ilaria Broggini, Caterina Di Fonzo und Aisha Rocek. Bei nur vier teilnehmenden Booten verpassten sie als Vierte eine Medaille um mehr als eine Sekunde.
Nach ihrer zweiten Teilnahme an Ruder-Europameisterschaften nahm sie 2017 noch an der Ruder-U23-Weltmeisterschaft in Plowdiw teil und war dort Teil des italienischen Achters, mit welchen sie nur das B-Finale erreichte. Dort belegte der italienische Achter den zweiten Platz, so dass sie den Wettbewerb auf den achten Platz beendeten. Noch im selben Jahr nahm sie zum ersten Mal in ihrer Karriere an Ruder-Weltmeisterschaften teil. In der Nähe von Sarasota und Bradenton bildete sie bei den Ruder-Weltmeisterschaften 2017 gemeinsam mit Ilaria Broggini den Zweier ohne Steuerfrau. Dabei verpassten sie die Qualifikation für das A-Finale. Das B-Finale konnten die beiden für sich entscheiden und beendeten den Wettbewerb insgesamt auf den siebten Platz.
Im Jahr 2018 nahm Veronica Calabrese gemeinsam mit Ilaria Broggini bei dem Weltcup in Linz teil. Sie qualifizierten sich als zweites italienisches Boot für das A-Finale. Während das erste italienische Team bestehend aus Alessandra Patelli und Sara Bertolasi den zweiten Platz belegten, beendeten Calabrese und Broggini den Wettbewerb auf den fünften Platz. Bei den Europameisterschaften 2018 in Glasgow, welche Teil der European Championships 2018 waren, starteten Veronica Calabrese und Ilaria Broggini als Teil des Vierers ohne Steuerfrau. Neben ihnen gehörten Aisha Rocek und Giorgia Pelacchi zur Besatzung des Bootes, welche das A-Finale verpasste und im B-Finale den zweiten Platz belegte. Schlussendlich beendeten sie den Wettbewerb auf den achten Platz. In der gleichen Besetzung ging der Vierer ohne Steuerfrau auch bei den Ruder-Weltmeisterschaften 2018 in Plowdiw an den Start und auch dort konnten sie sich nicht für das A-Finale qualifizieren. Im B-Finale belegten die vier Italienerinnen den vierten Platz, sodass sie den Wettbewerb auf den zehnten Platz belegten.